# Ptyelus sulcatus
Ptyelus sulcatus är en insektsart som beskrevs av William Lucas Distant 1908. Ptyelus sulcatus ingår i släktet Ptyelus och familjen spottstritar. Inga underarter finns listade i Catalogue of Life.